# Ortler
Ortler (italiensk: Ortles) er et bjerg på 3.905 m.o.h. i det nordlige Italien, og det højeste i Østalperne udenfor Bernina Alperne. Det udgør hovedspidsen i Ortleralperne. Det er det højeste sted i de Sydlige Kalkalper og i Tyrol, og indtil 1919 i Østrig-Ungarn. Bjerget omtales almindeligvis som "König Ortler" (Kong Ortler) på tysk, ligesom i den uofficielle sydtyrolske hymne Bozner Bergsteigerlied.
Ortleralperne var en af hovedkrigsskuepladserne under 1. verdenskrig mellem på den ene side Østrig-Ungarn og på den anden side Italien. Ortler var gennem hele krigen på østrigske hænder, og italienernes hovedmål var at overtage dette strategisk vigtige sted. Ortler udgjorde under 1. verdenskrig den højest beliggende krigsskueplads.